# Воронцов-Дашков Іларіон Іванович
Граф Іларіон Іванович Воронцов-Дашков (27 травня (8 червня) 1837, Санкт-Петербург — 15 (28) січня 1916, Алупка) — російський державний і військовий діяч з роду Воронцових-Дашкових: міністр імператорського двору і наділів (1881—1897), голова Червоного Хреста (1904—1905), намісник на Кавказі (1905—1916). Був особистим другом російського імператора Олександра III, після вбивства його батька організував Священну дружину (1881).
Один з найбільших землевласників на півдні України й у Росії, власник великого числа промислових підприємств, а також Шуваловського парку в Парголово і Воронцовського палацу в Алупці.

## Освіта і початок військової служби
Народився в Петербурзі, син члена Державної Ради, обер-церемоніймейстера, дійсного таємного радника графа Івана Іларіоновича Воронцова і його дружини Олександри Кирилівни, уродженої Наришкіної, внучки Лева Наришкіна, Марії Сенявіної і Якова Лобанова-Ростовського.
Отримав домашню освіту. Поступив у Московський університет (1855), де провчився лише кілька місяців. У 1856 році пішов добровольцем в лейб-гвардії Кінний полк для участі в Кримській війні. 25 березня 1858 був проведений в корнети і за особистим проханням взяв активну участь в завершальних операціях Кавказької війни.

## Кавказька війна
Учасник бойових дій на Кавказі в 1859—1862 роках:
- 1860 рік — отримав звання поручика за бойову відзнаку зі старшинством з 17.09.1859
- З 21.09.1861 року — штабс-ротмістр
- 17.11.1862 року — отримав звання ротмістра за бойову відзнаку і поданий на флігель-ад'ютанта

Ад'ютант і командувач конвою у князя Олександра Барятинського. З 1861 року ад'ютант великого князя Олександра Олександровича, незабаром став одним з його небагатьох близьких друзів.

## Туркестанські походи

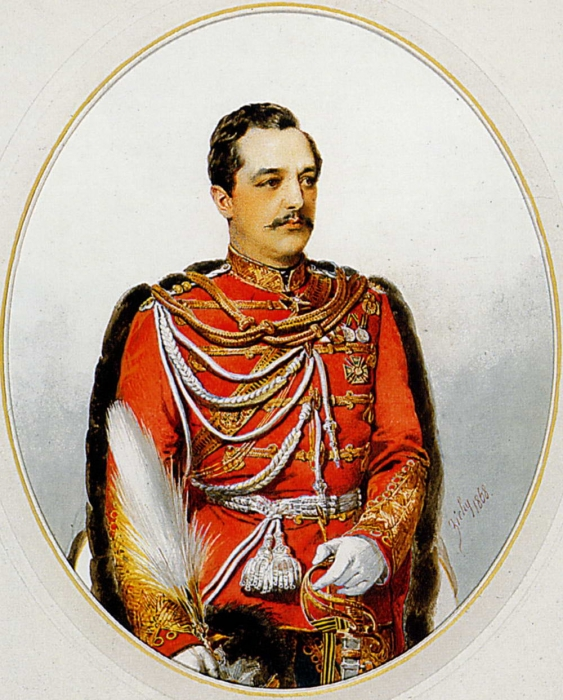
Іларіон молодості

У 1865 році в чині полковника був направлений служити в Туркестан до генерала Дмитра Романовського на посаду начальника штабу. 2 жовтня 1866 року командуючи південною групою в складі трьох штурмових колон, відзначився при взятті бухарської фортеці Ура-Тюбе, а 18 жовтня взяв участь в штурмі Джизака. 28 жовтня 1866 отримав звання генерал-майора і призначений помічником військового губернатора Туркестанської області. За бойові заслуги під час військових дій в Туркестані нагороджений орденом Св. Георгія 4-го ступеня (1867). Після призначення Костянтина фон Кауфмана Туркестанським генерал-губернатором Воронцов-Дашков залишив Центральну Азію і повернувся до Петербурга.

## У Петербурзі

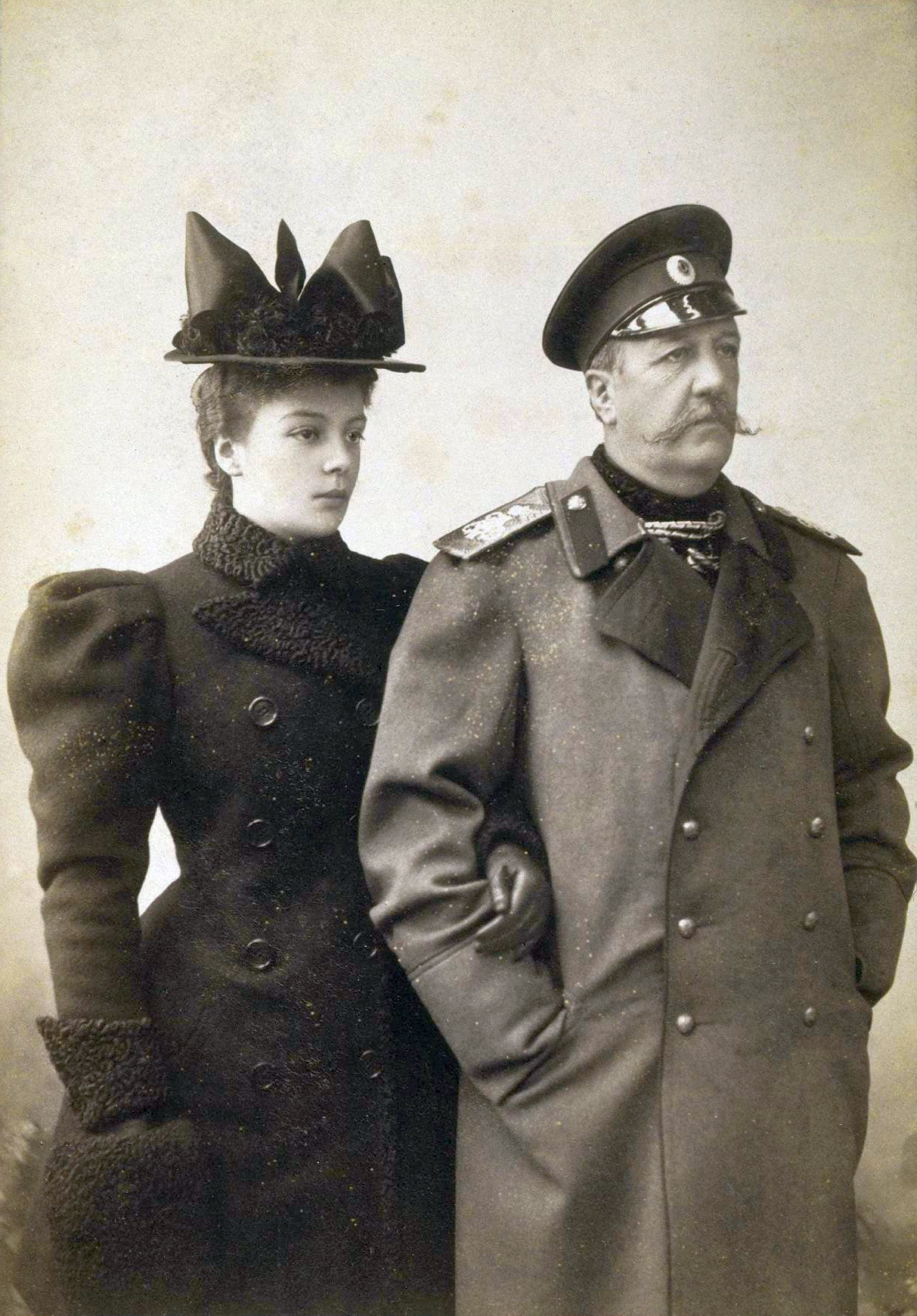
Портрет графа Іларіона Воронцова-Дашкова з дочкою

Після повернення в Санкт-Петербург Іларіон одружився з графинею Єлизаветою Шуваловою, спадкоємицею майората Михайла Воронцова, який став одним з найбільших землевласників Російської імперії (площа володінь — близько 485 тис. десятин).
З 15 жовтня 1867 по 21 жовтня 1874 року Іларіон був командиром Лейб-гвардії Гусарського полку, одночасно з 2 жовтня 1873 року по 21 жовтня 1874 року — командир 2-ї бригади 2-ї гвардійської кавалерійської дивізії. З 21 жовтня 1874 р по 23 липня 1878 року начальник штабу гвардійського корпусу (30 серпня 1876 став генерал-лейтенантом), одночасно входив до складу Комітету з устрою та утворення військ (27.10-1.12.1894) і до Ради Головного управління державного кінськоозаводства (1.12.1874-12.10.1878).
За російсько-турецької війни 1877-78 років командував кавалерією Рущуцького загону (на чолі загону стояв спадкоємець престолу, майбутній імператор Олександр III, і його начальник штабу Петро Ванновський). З 12 жовтня 1878 р по 8 квітня 1881 року начальник 2-ї гвардійської піхотної дивізії. За бойові заслуги нагороджений 16 квітня 1878 орденом Білого орла з мечами.
У березня 1881 Воронцов-Дашков організував таємне товариство, «Добровільна Охорона» і потім — «Священна Дружина», що мало охороняти імператора і боротися з «крамолою» таємними засобами, в яке вступило чимало високопоставлених осіб (Костянтин Побєдоносцев, Микола Ігнатьєв, Михайло Катков).
Один з найближчих друзів російського імператора Олександра III. Після сходження на престол Олександра III 1 червня 1881 року призначений начальником охорони його величності і головнокомандуючим державним кінськозаводством, а 17 серпня 1881 року також і міністром Імператорського Двору і наділів, канцлером Російських Царських та Імператорських орденів.
У 1883 році відкрив у своєму будинку на Галерній вулиці безкоштовну їдальню для бідних, в якій щодня обідали понад 50 осіб.
30.08.1890 р — став генералом від кавалерії
1893 року призначений головою Комітету для розгляду подань до нагород
27.10. — 1.12.1894 р — в складі Комітету по влаштуванню і утворення військ

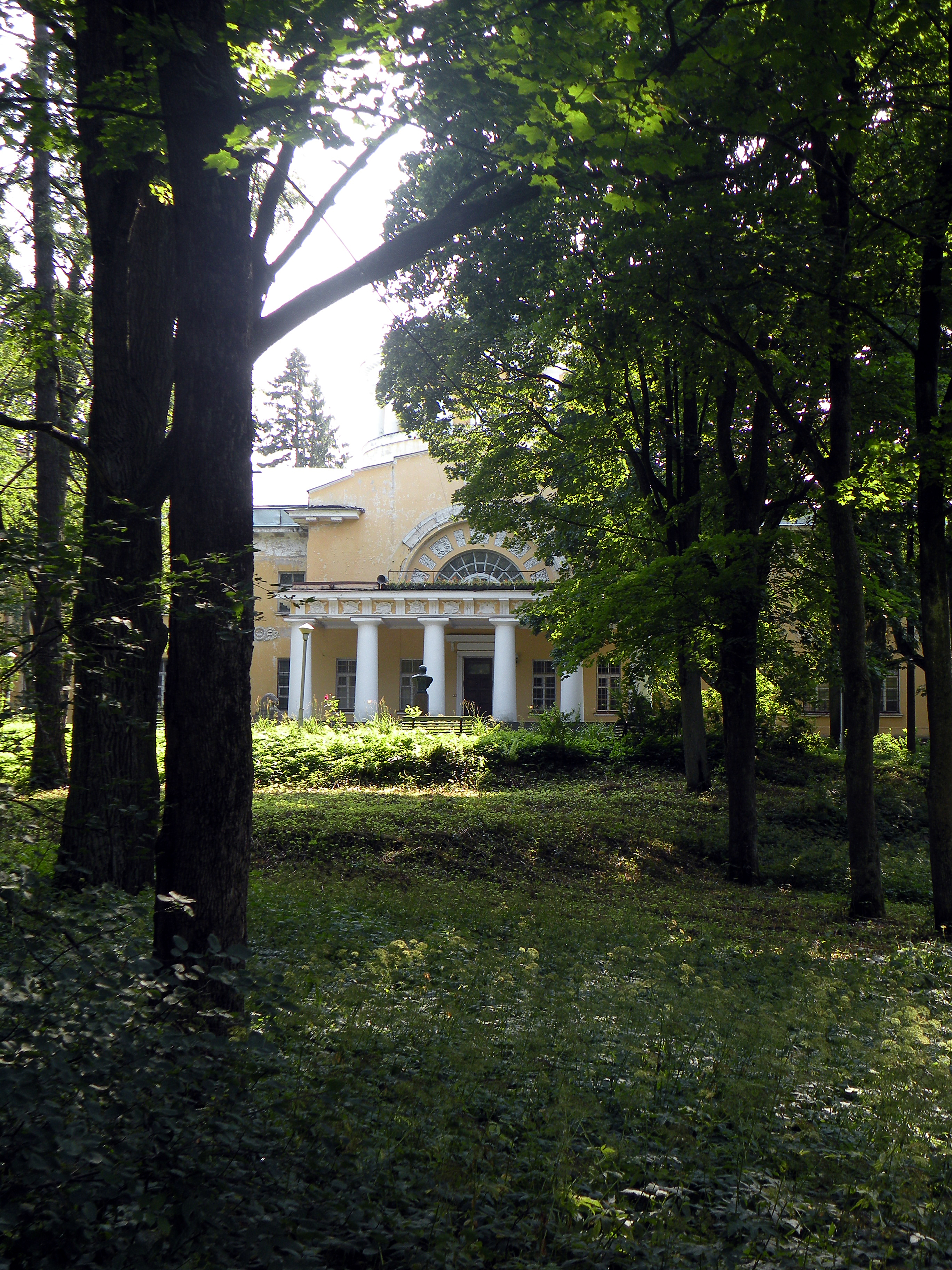
Дача І. І. Воронцова-Дашкова в Шуваловському парку

Навесні 1896 року на нього, як на міністра Імператорського Двору, були покладено приготування коронації Імператора Миколи II.
6 травня 1897 р звільнений з посади головнокеруючого і міністра й призначено членом Державної ради.

## Адміністративна діяльність
Зі сходженням на престол імператора Олександра III граф був призначений головним начальником охорони імператора. 1881 року граф був призначений головнокомандуючим державним кіннозаводством, що того року було відновлено у самостійне відомство. Раніше граф був віце-президентом Імператорської Царськосельського скакового суспільства і президентом Імператорського санкт-петербурзького рисистського товариства. Граф Воронцов-Дашков став головним кіннозаводчиком імперії з особистим досвідом ще з 1859 року, коли він побудував у своєму тамбовське маєтку Новотомніковський кінний завод для розведення рисистих орловських коней.

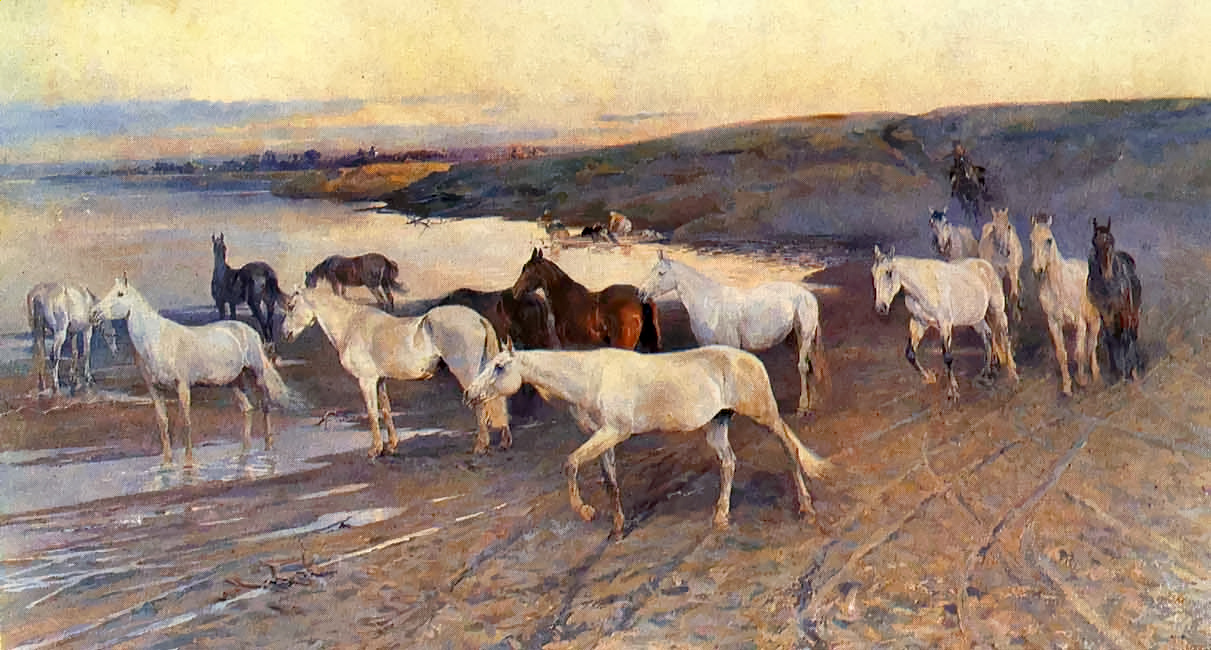
Табун маток Ново-Томниковського кінного заводу (картина МиколиСамокиша)

Ним було відкрито 8 нових заводських стаєнь, всі державні заводи поліпшені, придбано багато нових виробників, подвоєно виведення російських коней за кордон (в 1881 році було виведено 23642, а в 1889 року — понад 43000); розширена діяльність рисистих і скакових товариств, поліпшена видача свідоцтв рисистих коней, за способом Пастера започатковано запобіжне щеплення вакцини заразливих хвороб домашніх тварин; при Біловезькому і Хреновському кіннозаводах заведено сільське господарство; при Хреновському заводі заснована кошти школа наїзників.
У всіх цих установах зроблені ним суттєві перетворення. У міністерстві Імператорського двору, до його призначення, існували ще старовинні штати, за якими господарську діяльність відали колегіальні установи, з високопоставленими особами на чолі і масою дрібних чиновників з нікчемним змістом. Виходячи з тієї думки, що в господарських справах, що вимагають розпорядництві і особистої ініціативи, колегіальність недоречна, він представив до скасування все колегії, замінив їх новими спрощеними установами і в той же час посилив контроль за діяльністю господарських органів міністерства. На подібних же засадах перетворені установи питомої відомства, в якому вироблено і інші суттєві нововведення.
У 1885 році засновано власне страхування надільного майна шляхом відрахування страхових премій, що раніше сплачувалися страхові товариствам, в особливий надільний страховий капітал, який перевищив 400000 карбованців. Розпочато перетворення надільних капіталів на земельну власність, внаслідок чого в 17 губерніях, переважно середньої смуги Росії, придбано 262 286 десятин на суму 15407021 руб. За обміном з державного майна надійшла Біловезька пуща з прилеглою до неї Свислоцькою лісовою дачею, всього 114 993 десятини. Значне розширення земельної власності збільшило число місцевих надільних управлінь (Кирилівське, біловезьке і саратовська повітова контора).
Особливий розвиток отримало в надільних маєтках виноградництво і виноробство. У 1889 р надільне відомство придбало разом з маєтками «Массандра» і «Айданіль» усі виноторгове підприємство під фірмою «Князя С. М. Воронцова». У надільних маєтках в Криму і на Кавказі зайнята під виноградниками площа досягла 558 десятин.

## Родина
27 лютого 1905 року призначений намісником Кавказу, головнокомандувачем військами Кавказького ВО і військовим наказним отаманом Терського і Кубанського козацьких військ. Під час революційного руху на Кавказі (1905—1906) він прийняв ряд суворих заходів для його придушення, але не задовольнив ними ні чорносотенну друк, ні правих членів в Державній думі, які звинувачували його в «послаблення» інородців і революціонерам.

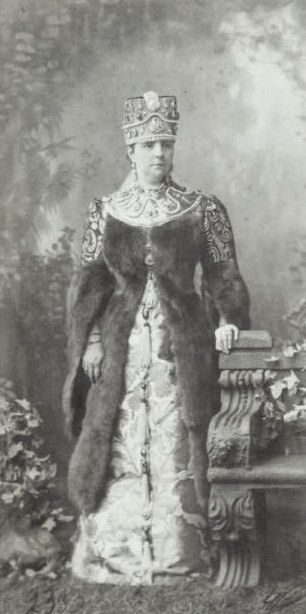
Дружина — Єлизавета Андріївна на костюмованому балу (1883)

Дружина (22 січня 1867 роки) — графиня Єлизавета Андріївна Шувалова (1845—1924), дочка Санкт-Петербурзького губернського предводителя дворянства, дійсного статського радника Андрія Шувалова, онука першого кавказького намісника князя. Михайла Воронцова, що доводився Іларіонові Воронцову-Дашкову троюрідним дядьком.
Діти:
- Іван (1868-08.12.1897[8]) — флігель-ад'ютант, полковник лейб-гвардійського гусарського полку, Прадід французької актриси Ганни Вяземської. Помер в Петербурзі від гнійного зараження крові, похований в Александро-Невській Лаврі.
- Олександра (1869—1959) — одружена з Московським губернатором, генерал-майором графом П. П. Шуваловим
- Софія (1870—1953) — одружена з дійсним статським радником, гофмейстером Еліму Демидовим князем Сан-Донато
- Марія (1871—1927) — одружена з членом 4-ї Державної думи, дійсним статським радником графом Володимиром Мусиним-Пушкіним
- Ірина (1872—1959) — одружена з флігель-ад'ютантом, полковником графом Дмитром Шереметєвим
- Роман (1874—1893) — гардемарин
- Іларіон (1877—1932) — командир Кабардинського кінного полку, георгіївський кавалер
- Олександр (1881—1938) — флігель-ад'ютант, полковник лейб-гвардії Гусарського полку. Був одружений з княжною Ганною Іллівною Чавчавадзе (1891—1943), онукою генерал-майора князя Давида Чавчавадзе. У шлюбі народилися сини: Іларіон і Олександр[9].

## Твори
- Письма И. И. Воронцова-Дашкова Николаю Романову. Красный архив. 1928. Т. I.
- Фадеев Р. А. Письма о современном состоянии России. 11 апреля 1879-6 апреля 1880, СПб., 1881, написал 10-ю главу.
- Воронцов-Дашков И. И. Всеподданнейшая записка по управлению Кавказским краем. — б.м.: Гос. типогр, 1907. — С. 164.

## Пам'ять
Ім'я Воронцова-Дашкова носить кубанська станиця Воронцовська Також на честь Воронцова-Дашкова названа Тамбовська козацька кадетська школа-інтернат № 1.
Раніше на честь графа було названо селище Іларіонове (сучасна назва Яворницьке Дніпропетровської області).

## Листи
- Листи І. І. Воронцова-Дашкова Миколі Романову. Червоний архів. 1928. Т. I.
- Фадєєв Р. А. Листи про сучасний стан Росії. 11 квітня 1879-6 квітня 1880 СПб., 1881, написав 10-й розділ.
- Воронцов-Дашков И. И.  — б.м. : Гос. типогр, 1907. — С. 164. Архівовано з джерела 20 лютого 2022